# Siracusa Calcio 2017-2018
Questa voce raccoglie le informazioni riguardanti il Siracusa Calcio nelle competizioni ufficiali della stagione 2017-2018.

## Stagione
La stagione 2017-2018 è per il Siracusa Calcio la 49ª partecipazione alla terza serie del Campionato italiano di calcio. La squadra del neotecnico Paolo Bianco affronta il ritiro estivo pre-stagionale a Palazzolo Acreide, in provincia di Siracusa, dal 16 al 29 luglio. Gli azzurri disputano il girone C del campionato di Serie C, nel quale hanno raccolto sul campo 52 punti, frutto di 14 vittorie, 10 pareggi e 12 sconfitte, con il raggiungimento del settimo posto finale con diritto di partecipare ai Play-off. Ma hanno dovuto far fronte ad una pesante penalizzazione di 10 punti, che gli hanno lasciato 42 punti ufficiali in classifica, senza accesso ai Play-off, ma comunque lontani nove punti dai Play-out, con il dodicesimo posto finale. Il Siracusa partecipa anche alla Coppa Italia Tim Cup uscendo subito nel primo turno sconfitto a Meda (3-1) dal Renate. Anche nella Coppa Italia di Serie C gli azzurri subito estromessi dal Trapani, dopo aver pareggiato (0-0) il derby siciliano, il Trapani si è imposto (4-2) ai calci di rigore.

## Divise e sponsor
Lo sponsor tecnico per la stagione 2017-2018 è Max, mentre lo sponsor ufficiale è Premier Win 365.
| Casa | Trasferta | Terza divisa |

## Organigramma societario

### Staff tecnico prima squadra
- Allenatore: Paolo Bianco
- Viceallenatore: Gianluca Cristaldi
- Allenatore dei portieri: Graziano Urso
- Preparatore atletico: Alberto Guidetti

### Organico quadri sanitari
- Medico sociale: dottor Mariano Caldarella
- Fisioterapista: Federico Guzzardi
- Massaggiatore: Paolo Tummineri
- Massaggiatore: Umberto Boscarino

### Organico area direttiva
- Direttore Generale: Giuseppe Iodice
- Direttore Sportivo: Antonello Laneri
- Segretario generale: Pino Fichera
- Segreteria sportiva: Giovanni Abela
- Team manager: Antonio Midolo
- Addetto agli arbitri: Elio Gervasi
- Responsabile comunicazione e stampa: Massimo Leotta
- Responsabile gestione stadio e logistica: Luca Parisi
- Delegato sicurezza: Vincenzo Gugliotta
- Vice delegato sicurezza: Sebastiano Floridia
- Hospitality manager: Graziano Strano
- Responsabile marketing: Marco Occhipinti
- Responsabile commerciale: Romano Sapere
- Responsabile comunicazione social: Matteo D'Aquila
- Responsabile Slo: Mariano D'Aquila
- Magazziniere: Gioacchino Martines

## Rosa
Rosa, ruoli e numerazione da definire

### Rosa
Rosa aggiornata al 31 gennaio 2018.
| N. |                      | Ruolo | Calciatore                   |  |
| -- | -------------------- | ----- | ---------------------------- |  |
| 1  | Italia (bandiera)    | P     | Matteo Tomei                 |  |
| 2  | Italia (bandiera)    | A     | Vittorio Bernardo            |  |
| 3  | Italia (bandiera)    | D     | Andrea De Vito               |  |
| 3  | Italia (bandiera)    | D     | Luca Bruno                   |  |
| 4  | Italia (bandiera)    | C     | Marco Palermo                |  |
| 5  | Italia (bandiera)    | C     | Orazio Di Grazia             |  |
| 6  | Italia (bandiera)    | D     | Marco Turati                 |  |
| 7  | Italia (bandiera)    | C     | Fabio Mangiacasale           |  |
| 8  | Italia (bandiera)    | C     | Carmine Giordano             |  |
| 9  | Italia (bandiera)    | A     | Vincenzo Plescia             |  |
| 9  | Italia (bandiera)    | A     | Elio De Silvestro            |  |
| 10 | Italia (bandiera)    | A     | Emanuele Catania             |  |
| 11 | Italia (bandiera)    | A     | Filippo Maria Scardina       |  |
| 12 | Italia (bandiera)    | P     | Riccardo D'Alessandro        |  |
| 13 | Italia (bandiera)    | D     | Manuel Daffara               |  |
| 14 | Argentina (bandiera) | C     | Fernando Spinelli (capitano) |  |

| N. |                      | Ruolo | Calciatore              |  |
| -- | -------------------- | ----- | ----------------------- |  |
| 15 | Italia (bandiera)    | D     | Agatino Parisi          |  |
| 16 | Italia (bandiera)    | A     | Mattia Vicaroni         |  |
| 17 | Italia (bandiera)    | D     | Tiziano Mucciante       |  |
| 17 | Italia (bandiera)    | A     | Mario Marotta           |  |
| 18 | Italia (bandiera)    | A     | Simone Mazzocchi        |  |
| 19 | Italia (bandiera)    | D     | Daniele Liotti          |  |
| 20 | Italia (bandiera)    | C     | Nicola Mancino          |  |
| 21 | Italia (bandiera)    | C     | Paolo Grillo            |  |
| 22 | Italia (bandiera)    | P     | Loris Genovese          |  |
| 23 | Italia (bandiera)    | D     | Giangiacomo Magnani     |  |
| 23 | Italia (bandiera)    | D     | Mattia Altobelli        |  |
| 24 | Italia (bandiera)    | D     | Andrea Punzi            |  |
| 25 | Italia (bandiera)    | C     | Marco Toscano           |  |
| 26 | Argentina (bandiera) | A     | Martin Gonzalo Martinez |  |
|    | Brasile (bandiera)   | A     | Caetano Calil           |  |

## Calciomercato

### Sessione estiva(dal 1/7 al 31/8)
| Acquisti | Acquisti                | Acquisti       | Acquisti                    |
| R.       | Nome                    | da             | Modalità                    |
| -------- | ----------------------- | -------------- | --------------------------- |
| P        | Daniel Serenari         | Vultur Rionero | fine prestito (giugno 2018) |
| D        | Stefano Boncaldo        | Palazzolo      | fine prestito (giugno 2018) |
| C        | Fabio Mangiacasale      | Melfi          | definitivo (giugno 2018)    |
| D        | Daniele Liotti          | Feralpisalò    | definitivo (giugno 2019)    |
| D        | Manuel Daffara          | Ancona         | definitivo (giugno 2019)    |
| D        | Tiziano Mucciante       | Fondi          | definitivo (giugno 2018)    |
| P        | Matteo Tomei            | Pordenone      | definitivo (giugno 2018)    |
| D        | Giangiacomo Magnani     | Lumezzane      | definitivo (giugno 2018)    |
| A        | Simone Mazzocchi        | Atalanta       | prestito (giugno 2018)      |
| A        | Mattia Vicaroni         | Perugia        | prestito (giugno 2018)      |
| C        | Nicola Mancino          | Fidelis Andria | definitivo (giugno 2018)    |
| A        | Paolo Grillo            | Palermo        | prestito (giugno 2018)      |
| D        | Andrea Punzi            | Palermo        | prestito (giugno 2018)      |
| A        | Vincenzo Plescia        | Palermo        | prestito (giugno 2018)      |
| A        | Filippo Maria Scardina  | Pro Vercelli   | prestito (giugno 2018)      |
| C        | Marco Toscano           | Palermo        | prestito (giugno 2018)      |
| D        | Andrea De Vito          | Messina        | definitivo (giugno 2019)    |
| D        | Agatino Parisi          | Catania        | definitivo (giugno 2019)    |
| C        | Marco Palermo           | Siracusa       | rinnovo (giugno 2019)       |
| A        | Salvatore Sandomenico   | Juve Stabia    | prestito (giugno 2018)      |
| A        | Vittorio Bernardo       | Sambenedettese | definitivo (giugno 2018)    |
| A        | Martin Gonzalo Martinez | Pro Piacenza   | definitivo (giugno 2018)    |

| Cessioni | Cessioni               | Cessioni       | Cessioni               |
| R.       | Nome                   | a              | Modalità               |
| -------- | ---------------------- | -------------- | ---------------------- |
| D        | Claudio Scianname'     |                | svincolato             |
| A        | Alessandro De Respinis |                | svincolato             |
| P        | Federico Gagliardini   | Messina        | definitivo             |
| D        | Abdelaye Diakité       | Alkī Oroklini  | definitivo             |
| D        | Alberto Cossentino     | Latina         | definitivo             |
| D        | Emanuele Malerba       | Roccella       | definitivo             |
| A        | Ange Tresor Dezai      | Messina        | definitivo             |
| A        | Paulo Azzi             | Bisceglie      | definitivo             |
| D        | Roberto Pirrello       | Palermo        | fine prestito          |
| C        | Marco Toscano          | Palermo        | fine prestito          |
| A        | Mattia Persano         | Lecce          | fine prestito          |
| C        | Nicola Valente         | Sambenedettese | definitivo             |
| C        | Elio De Silvestro      | Gubbio         | definitivo             |
| P        | Antonio Santurro       | Bologna        | definitivo             |
| D        | Matteo Brumat          | Siena          | definitivo             |
| D        | Pietro Dentice         | Juve Stabia    | definitivo             |
| A        | Filippo Maria Scardina | Pro Vercelli   | definitivo             |
| P        | Daniel Serenari        | Sancataldese   | prestito (giugno 2018) |
| D        | Stefano Boncaldo       | Palazzolo      | prestito (giugno 2018) |

### Sessione invernale
| Acquisti | Acquisti          | Acquisti     | Acquisti   |
| R.       | Nome              | da           | Modalità   |
| -------- | ----------------- | ------------ | ---------- |
| A        | Elio De Silvestro | Gubbio       | prestito   |
| D        | Mattia Altobelli  | Teramo       | prestito   |
| D        | Luca Bruno        | Pro Vercelli | prestito   |
| A        | Mario Marotta     | Casertana    | definitivo |

| Cessioni | Cessioni            | Cessioni  | Cessioni      |
| R.       | Nome                | a         | Modalità      |
| -------- | ------------------- | --------- | ------------- |
| D        | Andrea De Vito      | Viterbese | definitivo    |
| A        | Vincenzo Plescia    | Palermo   | fine prestito |
| D        | Giangiacomo Magnani | Perugia   | definitivo    |
| D        | Tiziano Mucciante   |           | recissione    |

## Risultati

### Coppa Italia

#### Primo turno
| Arbitro: | Schirru (Nichelino) |

|                                       |           |                    |
| Simonetti 8’ Lunetta 13’ G. Gomez 90’ | Marcatori | 40’ (rig.) Mancino |

### Coppa Italia Serie C

#### Sedicesimi
| Arbitro: | Maranesi (Ciampino) |

|                                   |                      |                                   |
| Steffè Taugourdeau Palumbo Evacuo | Tiri di rigore 4 – 2 | Mucciante Bernardo Grillo Daffara |

### Serie C

#### Girone di andata
| Arbitro: | Maggioni (Lecco) |

|            |           |  |
| Murano 43’ | Marcatori |  |

| Siracusa 26 settembre 2017, ore 16:00 CEST 2ª giornata | Siracusa        | 0 – 0 referto | Fidelis Andria | Stadio Nicola De Simone (2.059 spett.)\| Arbitro: \| G. Miele (Nola) \| |
| Arbitro:                                               | G. Miele (Nola) |               |                |                                                                         |

| Arbitro: | Provesi (Treviglio) |

|  |           |             |
|  | Marcatori | 47’ Mancino |

| Arbitro: | D. Miele (Torino) |

|                 |           |                                          |
| Lazzari 71’ (R) | Marcatori | 12’ Mangiacasale 53’ Scardina 77’ Turati |

| Arbitro: | Mantelli (Brescia) |

|                                             |           |                        |
| Grillo 21’ Catania 37’ Sandomenico 73’, 92’ | Marcatori | 3’ Mendicino 13’ Mungo |

| Arbitro: | Santoro (Messina) |

|  |           |                                    |
|  | Marcatori | 2’ Liotti 82’ Scardina 93’ Mancino |

| Arbitro: | Meraviglia (Pistoia) |

|                    |           |                           |
| Catania 64’ (rig.) | Marcatori | 52’ Casoli 76’ Strambelli |

| Arbitro: | Capone (Palermo) |

|              |           |                    |
| Paolucci 41’ | Marcatori | 82’ (rig.) Catania |

| Arbitro: | D'Apice (Arezzo) |

|  |           |               |
|  | Marcatori | 63’ Mazzarani |

| Arbitro: | Lorenzin (Castelfranco Veneto) |

|  |           |              |
|  | Marcatori | 70’ Scardina |

| Arbitro: | Rossetti (Ancona) |

|             |           |  |
| Catania 32’ | Marcatori |  |

| Arbitro: | Gualtieri (Asti) |

|                          |           |                              |
| Scardina 59’ Magnani 82’ | Marcatori | 2’, 53’ Scarpa 63’ Cesaretti |

| Arbitro: | Garofalo (Torre Del Greco) |

|  |           |                         |
|  | Marcatori | 23’ Bernardo 31’ Liotti |

| Arbitro: | Mei (Pesaro) |

|             |           |                                        |
| Catania 72’ | Marcatori | 15’ Armellino 23’ Di Piazza 64’ Tsonev |

| 18 novembre 2017 15ª giornata |  | – Turno di riposo Siracusa |  |  |

| Arbitro: | De Santis (Lecce) |

|                 |           |             |
| Parisi 15’, 50’ | Marcatori | 28’ Falcone |

| Arbitro: | Moriconi (Roma) |

|  |           |               |
|  | Marcatori | 12’ Mucciante |

| Siracusa 10 dicembre 2017, ore 14:30 CET 18ª giornata | Siracusa         | 0 – 0 referto | Juve Stabia | Stadio Nicola De Simone (2.157 spett.)\| Arbitro: \| Proietti (Terni) \| |
| Arbitro:                                              | Proietti (Terni) |               |             |                                                                          |

| Catania 17 dicembre 2017, ore 16:30 CET 19ª giornata | Sicula Leonzio | 0 – 0 referto | Siracusa | Stadio Angelo Massimino (600 spett.)\| Arbitro: \| Curti (Milano) \| |
| Arbitro:                                             | Curti (Milano) |               |          |                                                                      |

#### Girone di ritorno
| Arbitro: | Sozza (Seregno) |

|                                  |           |                 |
| Visconti 15’ (aut.) Scardina 83’ | Marcatori | 43’, 53’ Murano |

| Arbitro: | Nicoletti (Catanzaro) |

|                      |           |  |
| Quinto 82’ Croce 90’ | Marcatori |  |

| Arbitro: | Meleleo (Casarano) |

|  |           |             |
|  | Marcatori | 15’ Porcaro |

| Arbitro: | Provesi (Treviglio) |

|                                   |           |  |
| Liotti 41’ Parisi 45’ Catania 69’ | Marcatori |  |

| Cosenza 4 febbraio 2018, ore 16:30 CET 24ª giornata | Cosenza         | 0 – 0 referto | Siracusa | Stadio San Vito-Gigi Marulla (2.000 spett.)\| Arbitro: \| Guida (Salerno) \| |
| Arbitro:                                            | Guida (Salerno) |               |          |                                                                              |

| Arbitro: | Luciani (Roma) |

|            |           |  |
| Liotti 60’ | Marcatori |  |

| Arbitro: | Carella (Bari) |

|                        |           |  |
| Sartore 29’ Casoli 37’ | Marcatori |  |

| Arbitro: | Colombo (Como) |

|                                           |           |  |
| Bernardo 30’ (aut.) Scoppa 36’ Parisi 72’ | Marcatori |  |

| Arbitro: | Schirru (Nichelino) |

|             |           |  |
| Curiale 70’ | Marcatori |  |

| Arbitro: | Fiorini (Frosinone) |

|  |           |               |
|  | Marcatori | 31’ Turchetta |

| Francavilla Fontana 18 marzo 2018, ore 14:30 CET 30ª giornata | Virtus Francavilla         | 0 – 0 referto | Siracusa | Stadio Giovanni Paolo II (400 spett.)\| Arbitro: \| Cascone (Nocera Inferiore) \| |
| Arbitro:                                                      | Cascone (Nocera Inferiore) |               |          |                                                                                   |

| Arbitro: | Zingarelli (Siena) |

|               |           |                            |
| 58’ Cesaretti | Marcatori | 52’ Bernardo 69’ Altobelli |

| Siracusa 26 marzo 2018, ore 20:45 CEST 32ª giornata | Siracusa           | 0 – 0 referto | Reggina | Stadio Nicola De Simone (2.700 spett.)\| Arbitro: \| Ayroldi (Molfetta) \| |
| Arbitro:                                            | Ayroldi (Molfetta) |               |         |                                                                            |

| Arbitro: | Cipriani (Empoli) |

|           |           |                   |
| 4’ Marino | Marcatori | Lepore 12’ (aut.) |

| 8 aprile 2018, ore CEST 34ª giornata |  | – Turno di riposo Siracusa |  |  |

| Arbitro: | D'Ascanio (Ancona) |

|            |           |  |
| Riggio 23’ | Marcatori |  |

| Arbitro: | Cosso (Reggio Calabria) |

|            |           |            |
| Liotti 54’ | Marcatori | 56’ D'Ursi |

| Arbitro: | Paterna (Teramo) |

|                     |           |  |
| Mastalli 93’ (rig.) | Marcatori |  |

| Arbitro: | Maggioni (Lecco) |

|              |           |  |
| Scardina 27’ | Marcatori |  |

## Statistiche

### Statistiche di squadra
| Competizione         | Punti | In casa | In casa | In casa | In casa | In casa | In casa | In trasferta | In trasferta | In trasferta | In trasferta | In trasferta | In trasferta | Totale | Totale | Totale | Totale | Totale | Totale | DR |
| Competizione         | Punti | G       | V       | N       | P       | Gf      | Gs      | G            | V            | N            | P            | Gf           | Gs           | G      | V      | N      | P      | Gf     | Gs     | DR |
| -------------------- | ----- | ------- | ------- | ------- | ------- | ------- | ------- | ------------ | ------------ | ------------ | ------------ | ------------ | ------------ | ------ | ------ | ------ | ------ | ------ | ------ | -- |
| Serie C              | 42    | 18      | 7       | 5       | 6       | 22      | 17      | 18           | 7            | 5            | 6            | 15           | 12           | 36     | 14     | 10     | 12     | 37     | 29     | +8 |
| Coppa Italia         | 0     | 0       | 0       | 0       | 0       | 0       | 0       | 1            | 0            | 0            | 1            | 1            | 3            | 1      | 0      | 0      | 1      | 1      | 3      | -2 |
| Coppa Italia Serie C | 0     | 0       | 0       | 0       | 0       | 0       | 0       | 1            | 0            | 0            | 1            | 2            | 4            | 1      | 0      | 0      | 1      | 2      | 4      | -2 |
| Totale               | 42    | 18      | 7       | 5       | 6       | 22      | 17      | 20           | 7            | 5            | 8            | 20           | 23           | 38     | 14     | 10     | 14     | 40     | 36     | +4 |

9

### Statistiche dei giocatori
Sono in corsivo i calciatori che hanno lasciato la società a stagione in corso.
| Giocatore       | Serie C + Play-off | Serie C + Play-off | Serie C + Play-off | Serie C + Play-off | Coppa Italia | Coppa Italia | Coppa Italia | Coppa Italia | Coppa Italia Serie C | Coppa Italia Serie C | Coppa Italia Serie C | Coppa Italia Serie C | Totale   | Totale | Totale      | Totale     |
| Giocatore       | Presenze           | Reti               | Ammonizioni        | Espulsioni         | Presenze     | Reti         | Ammonizioni  | Espulsioni   | Presenze             | Reti                 | Ammonizioni          | Espulsioni           | Presenze | Reti   | Ammonizioni | Espulsioni |
| --------------- | ------------------ | ------------------ | ------------------ | ------------------ | ------------ | ------------ | ------------ | ------------ | -------------------- | -------------------- | -------------------- | -------------------- | -------- | ------ | ----------- | ---------- |
| M. Tomei        | 32                 | -                  | 1                  | -                  | 1            | -            | -            | -            | -                    | -                    | -                    | -                    | 33       | -      | 1           | -          |
| R. D'Alessandro | 3                  | -                  | -                  | -                  | -            | -            | -            | -            | 1                    | -                    | -                    | -                    | 4        | -      | -           | -          |
| D. Liotti       | 29                 | 5                  | 2                  | -                  | 1            | -            | -            | -            | -                    | -                    | -                    | -                    | 30       | 5      | 2           | -          |
| A. De Vito      | 12                 | -                  | 1                  | -                  | -            | -            | -            | -            | 1                    | -                    | -                    | 1                    | 13       | -      | 1           | 1          |
| M. Daffara      | 30                 | -                  | 5                  | 1                  | 1            | -            | -            | -            | 1                    | -                    | -                    | -                    | 32       | -      | 5           | 1          |
| T. Mucciante    | 6                  | 1                  | 2                  | -                  | -            | -            | -            | -            | 1                    | -                    | -                    | -                    | 7        | 1      | 2           | -          |
| M. Turati       | 19                 | 1                  | 3                  | -                  | -            | -            | -            | -            | -                    | -                    | -                    | -                    | 19       | 1      | 3           | -          |
| C. Giordano     | 28                 | -                  | 6                  | -                  | 1            | -            | -            | -            | -                    | -                    | -                    | -                    | 29       | -      | 6           | -          |
| A. Parisi       | 32                 | 3                  | 4                  | -                  | -            | -            | -            | -            | -                    | -                    | -                    | -                    | 32       | 3      | 4           | -          |
| G. Magnani      | 19                 | 1                  | 4                  | -                  | -            | -            | -            | -            | -                    | -                    | -                    | -                    | 19       | 1      | 4           | -          |
| F. Mangiacasale | 18                 | 1                  | 1                  | -                  | 1            | -            | -            | -            | 1                    | -                    | -                    | -                    | 20       | 1      | 1           | -          |
| S. Mazzocchi    | 24                 | -                  | -                  | -                  | 1            | -            | -            | -            | 1                    | -                    | -                    | -                    | 26       | -      | -           | -          |
| F. Spinelli     | 32                 | -                  | 7                  | -                  | 1            | -            | -            | -            | -                    | -                    | -                    | -                    | 33       | -      | 7           | -          |
| M. Palermo      | 28                 | -                  | 3                  | -                  | -            | -            | -            | -            | -                    | -                    | -                    | -                    | 28       | -      | 3           | -          |
| M. Vicaroni     | 1                  | -                  | -                  | -                  | -            | -            | -            | -            | 1                    | -                    | -                    | -                    | 2        | -      | -           | -          |
| N. Mancino      | 27                 | 2                  | 4                  | -                  | 1            | 1            | -            | -            | -                    | -                    | -                    | -                    | 28       | 3      | 4           | -          |
| M. Toscano      | 23                 | -                  | 2                  | -                  | 1            | -            | -            | -            | -                    | -                    | -                    | -                    | 24       | -      | 2           | -          |
| P. Grillo       | 17                 | 1                  | -                  | -                  | 1            | -            | -            | -            | 1                    | -                    | 1                    | -                    | 19       | 1      | 1           | -          |
| E. Catania      | 29                 | 6                  | 6                  | -                  | 1            | -            | -            | -            | -                    | -                    | -                    | -                    | 30       | 6      | 6           | -          |
| V. Plescia      | -                  | -                  | -                  | -                  | -            | -            | -            | -            | 1                    | -                    | -                    | -                    | 1        | -      | -           | -          |
| A. Punzi        | -                  | -                  | -                  | -                  | 1            | -            | -            | -            | 1                    | -                    | -                    | -                    | 2        | -      | -           | -          |
| F.M. Scardina   | 31                 | 6                  | 2                  | -                  | 1            | -            | -            | -            | -                    | -                    | -                    | -                    | 32       | 6      | 2           | -          |
| S. Sandomenico  | 16                 | 2                  | 2                  | -                  | -            | -            | -            | -            | -                    | -                    | -                    | -                    | 16       | 2      | 2           | -          |
| V. Bernardo     | 33                 | 3                  | -                  | -                  | -            | -            | -            | -            | 1                    | -                    | -                    | -                    | 34       | 3      | -           | -          |
| M.G. Martinez   | 2                  | -                  | -                  | -                  | -            | -            | -            | -            | -                    | -                    | -                    | -                    | 2        | -      | -           | -          |
| E. De Silvestro | 12                 | -                  | 4                  | -                  | -            | -            | -            | -            | -                    | -                    | -                    | -                    | 12       | -      | 4           | -          |
| O. Di Grazia    | 1                  | -                  | -                  | -                  | -            | -            | -            | -            | -                    | -                    | -                    | -                    | 1        | -      | -           | -          |
| M. Altobelli    | 12                 | 1                  | -                  | -                  | -            | -            | -            | -            | -                    | -                    | -                    | -                    | 12       | 1      | -           | -          |
| L. Bruno        | 9                  | -                  | 1                  | -                  | -            | -            | -            | -            | -                    | -                    | -                    | -                    | 9        | -      | 1           | -          |
| M. Marotta      | 4                  | -                  | -                  | -                  | -            | -            | -            | -            | -                    | -                    | -                    | -                    | 4        | -      | -           | -          |
| C.P. Calil      | 8                  | -                  | -                  | -                  | -            | -            | -            | -            | -                    | -                    | -                    | -                    | 8        | -      | -           | -          |